# 季亞季利夫卡
50°26′38″N 27°0′22″E / 50.44389°N 27.00611°E
季亞季利夫卡（烏克蘭語：Дятилівка），是烏克蘭西部的村莊，隸屬赫梅利尼茨基州的舍佩蒂夫卡區。該村面積11.7平方公里，海拔高度211米，2001年人口226，人口密度每平方公里19.3人。